# بتيت فالي (كيبك)
بتيت فالي (بالإنجليزية: Petite-Vallée, Quebec)‏ هي بلدية محلية في كيبيك تقع في كندا في La Côte-de-Gaspé Regional County Municipality. يقدر عدد سكانها بـ 178 نسمة ومساحتها 40.80 كم2 .